# Otolab
Otolab è un collettivo di artisti multimediali fondato nel 2001 a Milano.
Nel corso degli anni ha visto, tra i componenti più attivi, Massimiliano Gusmini (mud), Luca Pertegato (xo00), Marcello Scarpa (mentos), Marco Albert (maikko), Bertram Niessen (orgone), Massimiliano Viel(prof, sn, ssim-el), Fabio Volpi (dies_), Giovanni Membretti (peppo lasagna), Antonio Cavadini (tonylight), Luca Fruzza (reezla), Alessandro Minisci (androsyn), Ivan Benja (rudi mental), Domenico Fusco (zerosinapsi), Davide Calcaterra (tech data), Franco Duranti (fd), Luca Isabella (kcid), Silvio Mancini (harto), oltre a numerose collaborazioni esterne su progetti specifici.
È formato da compositori, musicisti, dj, videoartisti, videomaker, web designer, grafici, pittori e architetti e si occupa di sperimentazione nell'ambito dell'arte digitale e della musica elettronica.
Al centro della ricerca del collettivo vi è un'indagine sulla percezione, in particolare sui temi della sinestesia e sul rapporto simbiotico tra immagini e suono. Le opere del collettivo esplorano l'inganno percettivo provocato da illusioni ottiche e la costruzione di realtà virtuali immersive.
L'estetica visiva di Otolab si ispira all'arte cinetica, all'op art ed al minimalismo delle opere grafiche di AG Fronzoni. Tra le principali influenze musicali del collettivo, il duo finlandese Pan Sonic, la detroit techno, la musica industriale di prima e seconda generazione (dai Throbbing Gristle agli Einstürzende Neubauten) e la minimal techno.
Secondo i principi del manifesto Otolab, assimilabili a quelli dell'etica hacker e DIY, i progetti si sviluppano attraverso il lavoro di laboratorio e gli workshop sulla base del mutuo confronto, sostegno, libera circolazione dei saperi e sperimentazione.
Il collettivo produce performance audiovisive, sonorizzazioni, audiovisivi, videoinstallazioni,  strumenti autocostruiti e prototipi hardware.
Dal 2005 Otolab svolge attività didattica in istituti universitari e accademie d'arte tra cui NABA, Politecnico di Milano, Istituto Europeo di Design, C.F.P. Bauer, Accademia di Brera e in workshop autoprodotti.

## Attività
- 2002 Hackmeeting, TPO, Bologna, Italia
- 2002 Italian Live Media Contest[8], Milano, Italia
- 2003 ImproVisual, Biennale di Praga[9],  Praga, Repubblica Ceca
- 2003 Experience de Vol n.5, Marni Theater, per Art Zoyd Bruxelles, Belgio
- 2003 Videominuto, New Italian Wave, Prato, Italia
- 2003 Peam, Pescara Electronic Artists Meeting, Pescara, Italia
- 2003 Moov03 media art festival, New York, USA
- 2004 Otolab: retrospettiva 2001-2004, MLAC - Museo Laboratorio di Arte Contemporanea, Roma, Italia[10]
- 2004 Sincronie festival, Electric trance, Padiglione d'arte contemporanea di Milano, Milano, Italia[11])
- 2004 Netmage04, Bologna, Italia
- 2004 Contact Europe, vj festival, Cafe Moskau, Berlino, Germania
- 2005 e 2010 Share Festival,[12] Torino, Italia
- 2005 Live!iXem, Centro Culturale Candiani, Mestre, Italia
- 2005 Blog on Arthur Rimbaud, Centro d'Arte Contemporanea, Castello di Rivara, Torino, Italia
- 2005 Start party, Triennale di Milano, Italia
- 2006 Dissonanze’06, Roma, Italia
- 2006 Mixed Media Festival[13], Hangar Bicocca, Milano, Italia
- 2006 DGD/p, Live Visual Performance per Pan Sonic e Riccardo Nova, Teatro della Cavallerizza[14], Reggio Emilia, Italia
- 2006 Rec Festival, Sincronie, Teatro della Cavallerizza, Reggio Emilia, Italia
- 2006 LPM, Live Performers Meeting, Linux bar, Roma, Italia
- 2007 STRP Festival art technology, Eindhoven, Paesi Bassi
- 2007 Atlantic Waves, London International Festival of Exploratory Music[15], Londra, Inghilterra
- 2007 Forum universal de las culturas, Monterrey, Messico
- 2007 CMMAS Centro Mexicano para la Mœsica y las Artes Sonoras, Morelia, Mexico[16]
- 2007 Laboratorio de Arte Alameda, Messico D.F.
- 2008 Acusmatiq 2.0, Lazzaretto, Ancona, Italia
- 2008 Sonic Acts XII, The Cinematic Experience[17], Paradiso, Amsterdam, Paesi Bassi
- 2008 Nemo Festival[18], Elyseés Biarritz, Parigi, Francia
- 2008 Cinesthesy 1.0, Centre Madeleine Reberioux, Creteil[19], Parigi, Francia
- 2008 Cronosfera festival, science/art/science-fiction, Cavatore, Italia
- 2008 Optronica, Hybridations Sonores & Visuelles Exhibition, Le Cube, Parigi, Francia
- 2008 Drawings in action, Centro per l'Arte Contemporanea Luigi Pecci, Prato, Italia
- 2009 Celeste Prize, Berlino, Germania
- 2009 Elektra Festival[20], Montreal, Canada
- 2009 Lab.30, Kulturhaus Abraxas, Augsburg, Austria
- 2009 Pixxelmusic festival, Mestna Gallerija, Nova Gorica, Slovenia
- 2009 Abstracta, International Abstract Cinema Exhibition, Roma, Italia
- 2009 Quando l'occhio trema, Il flicker tra cinema, video e digitale, DOCVA - Documentation Center for Visual Arts, Milano, Italia
- 2010 Biorhythm. Music and the body, Optofonica capsule, Trinity College, Dublino[21], Irlanda
- 2010 Signal, Advanced music and collateral languages festival, Cagliari, Italia
- 2010 Step09, The Art Fair, Kineticstep, Museo Nazionale della Scienza e della Tecnica, Milano, Italia
- 2011 E-Fest - Electronic Music & Digital Creation Festival[22], Cartagine, Tunisia
- 2011 Simultan #7 - Festival for electronic arts and music[23], Timisoara, Romania
- 2011 La Fete de l'Anim, Lille, Francia
- 2012 Bruisme festival, Poitiers, Francia
- 2012 Kontraste festival,[24] Krems, Austria
- 2012 Piksel festival, Bergen, Norvegia
- 2012 Audiovisiva, Villa Arconati, Bollate, Italia
- 2012 Visionsonic, Saint Ouen, Parigi, Francia
- 2012 Oslo Screen festival, Oslo, Norvegia
- 2012 MuVi3, Granada, Spagna
- 2013 Audiovisioni digitali, video e ricerca artistica oggi, MACRO - Museo d'Arte Contemporanea Roma, Italia

## Premi e riconoscimenti
- 2002 Italian Diesel Award all'Italian Live Media Contest - Milano con Quartetto
- 2003 Primo premio al festival Netmage - Bologna con Quartetto
- 2009 Primo premio al Celeste Prize - Berlino con Campi Magnetici (LCM)

## Opere

### Installazioni
- 2002 Transizioni lente
- 2003 Millepiani
- 2011 Pattern 3
- 2011 Vagina cosmica
- 2012 Rotoscape

### Videoclip
- 2002 U.D.O.
- 2003 Skyline9
- 2004 Sferanera
- 2006 Animula
- 2007 Field
- 2009 Vagina cosmica
- 2011 Temp
- 2013 Schism

### CD e DVD
- 2009 VV.AA. "Optofonica" - LINE_041[25]

### Prototipi hardware
- 2004 Videomoog
- 2007 Pepposcopio
- 2007 Psicoscopio
- 2007 Psicoscopio 3D
- 2010 Leploop
- 2013 Lumanoise